# Tropicoperdix
Tropicoperdix is een geslacht van vogels uit de familie fazantachtigen (Phasianidae). Ze komen allen voor in Azië. Het geslacht werd in 1859 door  Edward Blyth toegekend aan twee soorten patrijzen, die later ook wel werden opgevat als soorten uit het geslacht Arborophila.

## Soorten
Het geslacht kent de volgende soorten:
- Tropicoperdix charltonii  – Charltons bospatrijs
- Tropicoperdix chloropus  – Groenpootbospatrijs
- Tropicoperdix graydoni  – Sabahbospatrijs